# Misdongard Betoligar
Misdongard Betoligar, né le 26 septembre 1985 à Ndjamena, est un footballeur tchadien. Il joue au poste d'attaquant.
Il a joué pour différents clubs, dans le Championnat de Serbie, il a été également international dans l'équipe du Tchad.

## Palmarès
- Renaissance FC[1]
  - Vainqueur du Championnat du Tchad en 2004, 2005 et 2006.
- FK Mladost Lučani[3]
  - Vainqueur du Championnat de Serbie division 2 en 2014.